# 송교창
송교창(宋喬昌, 1996년 7월 3일 ~ )은 대한민국의 부산 KCC 이지스 소속의 농구선수이며, 포지션은 스몰 포워드이다.

## 전주 KCC 이지스시절
2015-2016 시즌에 고교 선수 최초로 1라운드에 3픽으로 지명되었다. 데뷔시즌에는 추승균감독이 프로에서 뛸 몸이 아니라고 생각하여 D리그에서 뛰게 하였다. 막판 플레이오프에서 결정적 팁 인 슛으로 인상적인 모습을 보여주었다. 
2016-2017시즌에는 주전들의 줄부상으로 인해
출전기회를 잡았다. 작년보다 월등한 기량을 뽐내며 주전으로 자리 잡으면서, 부족했던 외곽슛 능력도 많이 좋아지고, 출전시간도 대폭 상승하였다.
시즌 종료 후 시상식에서 기량발전상을 수상하였다.
2021년 5월 24일에 5년 총액 7억 5천만원으로 KCC에 잔류했다.

## 출신학교
- 상현초등학교
- 삼일중학교
- 삼일상업고등학교

## 수상경력
- 2015년 KBL 총재배 춘계전국 중고농구연맹전 고등부 대회 최우수선수
- 2016-2017시즌 프로농구 기량발전상
- 2017-2018시즌 프로농구 수비5걸